# Nectoliparis pelagicus
Nectoliparis pelagicus är en fiskart som beskrevs av Gilbert och Burke 1912. Nectoliparis pelagicus ingår i släktet Nectoliparis och familjen Liparidae. Inga underarter finns listade i Catalogue of Life.